# Idroflumetiazide
L'idroflumetiazide, il cui nome commerciale è Diucardin, è un farmaco diuretico tiazidico molto simile all'idroclorotiazide.

## Indicazioni
Viene utilizzato nel trattamento dell'ipertensione e per la riduzione degli edemi.

## Meccanismo d'azione
L'idroflumetiazide ha un meccanismo d'azione in comune con i diuretici tiazidici che si basa essenzialmente sull'aumento dell'escrezione renale di sodio e il conseguente aumento dell'eliminazione di acqua. Agisce inoltre riducendo l'eliminazione di acido urico e di calcio e aumentando quella del potassio e degli ioni bicarbonato.

## Effetti indesiderati
Tra effetti indesiderati della somministrazione sono annoverati vertigini, ipotensione ortostatica e quelli di tipo gastrointestinale, come nausea, vomito e diarrea. Come tutti i diuterici tiazidici la perdita di potassio può condurre a ipokaliemia e alcalosi metabolica.